# Traguntía
Traguntía es una localidad del municipio de Pozos de Hinojo, en la comarca de la Tierra de Vitigudino, provincia de Salamanca, comunidad autónoma de Castilla y León, España. 

## Historia
Su fundación parece responder a la campaña de repoblación emprendida en la zona por el rey de León Fernando II en el siglo XII, denominándose entonces Pragontia, nombre del que deriva el actual, llegando a ser un anejo de Guadramiro.

## Localidades cercanas
Cerca de la localidad de Traguntía se encuentran otros pueblos cercanos como Escuernavacas o Peralejos de Abajo

## Demografía
En 2017 Traguntía contaba con una población de 20 habitantes, de los cuales 10 eran varones y 10 mujeres (INE 2017).
| Gráfica de evolución demográfica de Traguntía entre 2000 y 2017                          |
|                                                                                          |
| Fuente: Instituto Nacional de Estadística de España - Elaboración gráfica por Wikipedia. |